# Vestiti leggeri
Vestiti leggeri è il quinto album, terzo non autoprodotto, dei Gatti Mézzi, pubblicato il 22 aprile 2013 con la nuova etichetta discografica Picicca Dischi.

## Tracce
1. Piscio ar muro (Tommaso Novi)
2. Marina (Francesco Bottai)
3. Soltanto i tuoi baffi (Tommaso Novi)
4. Ti c'ho beccato (Francesco Bottai)
5. Pepe (Francesco Bottai)
6. Delirio (tittitti) (Tommaso Novi)
7. Lacrima meccanica (Tommaso Novi)
8. L'amore 'un lo faccio più (Francesco Bottai)
9. Fame (con Brunori Sas) (Tommaso Novi)
10. Furio su 'na ròta (Tommaso Novi)
11. Noi (Francesco Bottai)

## Formazione

### Gruppo
- Francesco Bottai - voce, chitarra
- Tommaso Novi - pianoforte, organo, rhodes, fischio, voce
- Mirco Capecchi - contrabbasso
- Matteo Consani - batteria

### Altri musicisti
- Dario Brunori - voce in "Fame"
- Mirko Guerrini - sassofono baritono, sassofono tenore, sassofono soprano
- Tony Cattano - trombone
- Giacomo Riggi - vibrafono
- Francesco Carmignani - violino
- Carla Corradi Cervi - violino
- Luisa di Menna - violino
- Agostino Mattioni - violino